# RELX Group
RELX (prononcé ril-x), est une multinationale britannique regroupant des pôles d'activités éditoriales professionnelles et de communication événementielle.
Basée à Londres, fondée en 1993, cette société est née de la fusion de Reed International et de la société d'édition scientifique néerlandaise Elsevier, et est présente dans 40 pays. En 2025, le groupe est leader mondial de l'édition professionnelle.
Elle est cotée sur les marchés financiers d'Amsterdam, Londres et New York (RELX) et fait partie de l'indice Euronext 100.

## Histoire du groupe

### Reed International Ltd[2]
En 1895, Albert Edwin Reed (en) (1846-1920) fonde une imprimerie et un fabricant de papier spécialisés dans la presse périodiques à Tovil Mill près de Maidstone dans le Kent (G.-B.). La famille Reed, d'obédience méthodiste, met en place un management visant à réduire la pénibilité du travail propre à ce secteur. À partir de 1904, Reed imprime entre autres le Daily Mirror, l'un des plus gros tirages mondiaux en 1914. Reed commence à racheter des usines papetières britanniques, canadiennes et norvégiennes. En 1920, les deux fils du fondateur, Ralph et Percy, héritent d'une situation catastrophique. Ils décident de liquider leurs filiales étrangères et de se concentrer sur le secteur britannique de l'impression, fondant une usine ultra moderne et performante, à Aylesford, en 1922. Ce site demeure en 1939, en dépit de la crise mondiale, le premier d'Europe dans sa catégorie.
Après une restructuration dans les années 1950 qui voit la famille Reed quitter la direction en 1954, le Reed Paper Group, placé sous le contrôle de Cecil Harmsworth King (en), est capable en 1965 de s'imposer face aux concurrents papetiers scandinaves, en signant un accord de coentreprise avec Kimberly-Clark, tout en conservant des parts majoritaires dans le Daily Mirror, puis se lance dans une série d'acquisitions, ouvrant un nouveau pôle « décoration et bricolage » appelé Decorative Products Division qui comprend Crown Paints, Polycell, Sanderson's, Wallpaper Manufacturers, des sociétés britanniques qu'il absorbe. King revend par ailleurs des actifs de presse périodique à Rupert Murdoch.
En 1970, le Reed Group fusionne avec International Publishing Corporation, le nouveau groupe, fort de 85 000 employés, est baptisé Reed International Limited. Au cours des années suivantes, Reed International poursuit sa croissance par acquisitions, entre autres de groupes de médias. En 1977, le groupe pénètre le marché américain en rachetant Cahners Publications fondé par Norman Cahners (en).
Devenue en 1980 une société en commandite par actions, Reed International décide de se réorganiser en 1985, de se concentrer sur le marché de l'édition et de la presse professionnelle, cédant une grande partie de sa branche décoration et bricolage, ainsi que le pôle presse grand public à Rupert Murdoch. Il conserve la partie papier et emballage pour former Reedpack qu'il cède en 1988 au fonds d'investissement Cinven. Le groupe acquiert en 1986 la filiale édition professionnelle de Dun & Bradstreet, Technical Publishing. En 1987, il achète Octopus Publishing fondée par Paul Hamlyn, pour un montant de près d'un demi milliard de livres sterling, une manœuvre qui ne passe pas inaperçue dans le monde des médias (Octopus sera revendu à Hachette en octobre 2001).
En 1990, Reed International rachète la société de médias français Stratégies. Le groupe devient le troisième pôle européen d'édition derrière Bertelsmann et Hachette.
En 2024, 80 % des ventes de RELX concernent des produits digitaux et en 2025, l'entreprise est leader mondial de l'édition professionnelle.

### Fusion: naissance de Reed Elsevier
Reed International PLC et Elsevier NV décident de fusionner début 1993, une coentreprise dans laquelle chacun des partenaires possède 50 % des parts, pour former une société valorisée à plus de 4,5 milliards de dollars.
En octobre 1994, Reed Elsevier rachète le groupe LexisNexis pour 1,5 milliard de dollars. Puis, en 1996, le groupe acquiert l'éditeur Litec, un des principaux concurrents de Dalloz dans l'édition juridique en France. Reed Elsevier fusionne LexisNexis France et Litec en 2002. Reed amorce dès 2005 le regroupement de toutes ses marques sous le nom LexisNexis en France et la marque Litec perdure jusqu'en 2011, date à laquelle la marque disparaît pour laisser place à LexisNexis .
Le 23 juin 1997, Reed Elsevier achète à The Walt Disney Company l'éditeur Chilton Publishing, une filiale d'ABC, pour 447 millions de dollars,.
En octobre 2000, Reed Elsevier et Thomson annonce le rachat en commun de Harcourt General Inc., maison d'édition américaine, pour 4,5 milliards de dollars, incluant les dettes.
En 2005, Reed Elsevier rachète au groupe anglais de capital-risque Cinven les Éditions Masson, éditeur français de livres scientifiques, qu'il intègre à une nouvelle entité appelée Elsevier Masson.
En février 2007, Reed Elsevier dévoile son intention de céder Harcourt Education, sa branche d'édition scolaire et universitaire. Ainsi, le 4 mai suivant, Reed Elsevier annonce la vente de Harcourt Assessment (en) et Harcourt Education International pour 950 millions de dollars au groupe britannique Pearson. Et en juillet 2007, a lieu la vente du reste des activités d'Harcourt à Houghton Mifflin pour 4 milliards de dollars,.
Le 21 février 2008, Reed Elsevier annonce l'acquisition de la société ChoicePoint Inc., spécialisée dans la gestion du risque, et son souhait de céder sa filiale Reed Business Information (RBI), présente en France dans la presse (Stratégies, Directions), l'édition, la formation et les bases de données. Il souhaite réduire ainsi son exposition à la publicité. Reed Business Information France a été cédé à Edmond de Rothschild Investment Partners le 31 mai 2013.

### RELX
Depuis février 2015, cette multinationale a pris le nom de RELX Group (ou simplement RELX).
En août 2020, RELX annonce l'acquisition de SciBite, une entreprise spécialisée dans l'analyse des données, pour 65 millions de livres.

## Activités

Logo jusqu'en 2015

RELX est présent sur trois secteurs d'activités :
- RELX Scientific, Technical & Medical : édition professionnelle et technique
- RELX Risk Solutions Group : information professionnelle et financière
- RX : organisation d'événements et salons professionnels (London Book Fair, Foire du Livre de Tokyo) sous les marques Reed Expositions et Reed MIDEM.

Cette dernière activité a été abondamment critiquée par plusieurs éditeurs de revues scientifiques du groupe (dont The Lancet) lorsqu'elle concernait les salons d'armement. Reed Exhibitions a donc décidé d'abandonner ce secteur en 2007 .

## Actionnaires
Liste des principaux actionnaires au 25 avril 2022 :
| Actionnaire                           | %      |
| ------------------------------------- | ------ |
| BlackRock Investment Management       | 5,12 % |
| Invesco Asset Management              | 4,84 % |
| The Vanguard Group                    | 2,96 % |
| BlackRock Fund Advisors               | 2,60 % |
| Lindsell Train                        | 2,09 % |
| Legal & General Investment Management | 1,84 % |
| BlackRock Advisors (UK)               | 1,44 % |
| Lazard Asset Management               | 1,40 % |
| Mawer Investment Management           | 1,28 % |
| Fidelity Management & Research        | 1,19 % |

## Lobbying

### Aux États-Unis
Selon le Center for Responsive Politics, les dépenses de lobbying de RELX aux États-Unis s'élèvent, pour l'année 2019, à 2,24 millions de dollars.

### Auprès des institutions de l'Union européenne
RELX est inscrit depuis 2013 au registre de transparence des représentants d'intérêts auprès de la Commission européenne, et déclare en 2019 pour cette activité des dépenses annuelles d'un montant compris entre 400 000 et 500 000 euros.
RELX est aussi présent dans ce registre via deux structures : Digital Policy Roundtable et Creative Media Business Alliance.

### En France
RELX France déclare à la Haute Autorité pour la transparence de la vie publique exercer des activités de lobbying en France pour un montant qui n'excède pas 200 000 euros sur l'année 2019.
Elsevier déclare à la Haute Autorité pour la transparence de la vie publique exercer des activités de lobbying en France pour un montant qui n'excède pas 200 000 euros sur l'année 2017.